# موزه ملی مردم‌شناسی (مکزیک)

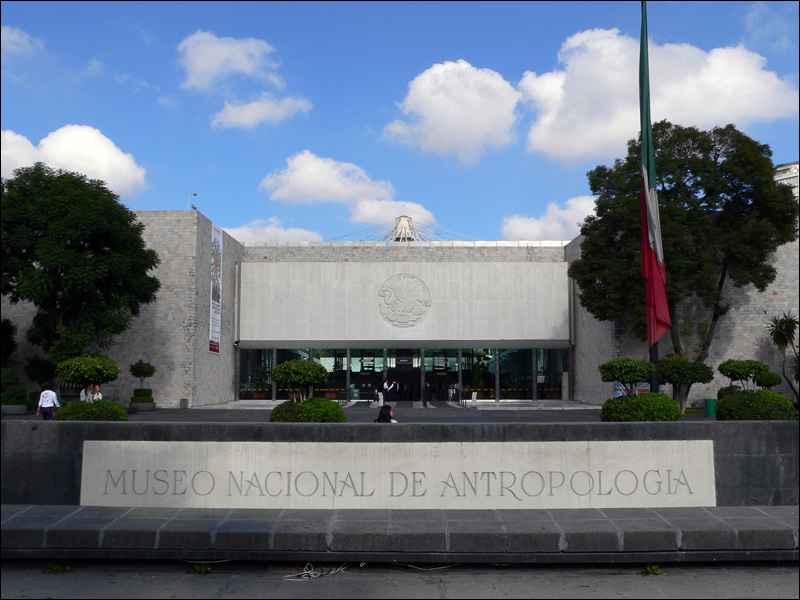
نمای ورودی موزه مردم‌شناسی مکزیک در شهر مکزیکوسیتی

موزه ملی مردم‌شناسی مکزیک (به اسپانیولی:  Museo Nacional de Antropología) بزرگترین و پر بازدیدترین موزه در مکزیک است که در منطقه ای بین باغ ملی Paseo de la Reforma و خیابان ماهاتما گاندی داخل پارک چاپولتپک در میگل ایدالگو، مکزیکو سیتی است. این موزه شامل مصنوعات باستان‌شناسی و انسان‌شناسی (میراث پیش کلمبیایی مکزیک) مانند سنگ خورشید (یا سنگ تقویم آزتک) و مجسمه قرن شانزدهم آزتک (Xochipilli Aztec) است.
مؤسسه ملی مردم‌شناسی و تاریخ که نام مخفف آن INAH است، این موزه را همراه با بسیاری از موزه‌های ملی و منطقه ای دیگر اداره می‌کند.

## معمار

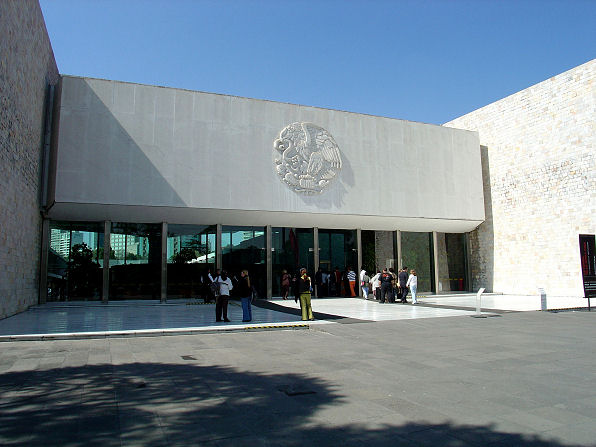
موزه ملی مردم شناسی و تاریخ مکزیک

طراحی به یاد ماندنی این ساختمان در سال ۱۹۶۴انجام شد. موزه ملی مردم‌شناسی، شامل سالن نمایشگاه در اطراف یک حیاط با یک حوض بزرگ و یک چتر بتن مربع شگل گسترده‌است، که با یک تک ستون بلند و باریک (که به "paraguas EL" معروف است) پشتیبانی می‌شود. این موزه دارای ۲۳ اتاق برای نمایشگاه و مساحتی برابر ۷۹۷۰۰ متر مربع است.
گیاه‌شناس، خوزه مارتینز، موزه تاریخ طبیعی را در تاریخ ۲۵ اوت سال ۱۷۹۰ تأسیس کرد. دانشمندان مشهور بین‌المللی مانند الکساندر فون هومبولت در طول قرن ۱۹، این موزه را بازدید کردند. اولین رئیس‌جمهور مکزیک (Guadalupe Victoria) نیز در سال ۱۸۲۵، موزه ملی مکزیک را بازدید کرد.
ساخت و ساز ساختمان موزه معاصر در فوریه سال ۱۹۶۳ در پارک چاپولتپک آغاز شد. ساخت و ساز ساختمان نیز ۱۹ ماه به طول انجامید و در ۱۷ سپتامبر ۱۹۶۴ افتتاح شد.
نمایشگاه‌های موقت و دائمی نیز در مکان موزه مردم‌شناسی برپا می‌شود که به‌طور کلی بر دیگر فرهنگ‌های بزرگ جهان تمرکز می‌کند. نمایشگاه‌های اخیر این موزه بر فرهنگ ایران باستان، یونان، چین، مصر، روسیه و اسپانیا متمرکز شده‌است.

## موقعیت
این موزه در Avenida Paseo de la Reforma و Calzada Gandhi واقع در Colonia Chapultepec Polanco واقع شده‌است. این در نظر گرفته شده‌است که در Primera Seccion پارک Chapultepec پارک (بخش اول)، هر چند آن را فقط در خارج از دروازه پارک (در سراسر خیابان) است.

## نمایشگاه‌ها
موزه ملی انسان‌شناسی دارای ۲۳ نمایشگاه دائمی است. نمایشگاه‌های باستان‌شناسی در طبقه همکف قرار دارند و نمایشگاه‌های قوم نگاری در مورد گروه‌های بومی امروز در مکزیک در سطح بالایی قرار دارد.
هنگامی که شما وارد موزه می‌شوید، اتاق‌های سمت راست نشان می‌دهد که فرهنگ‌هایی که در مکزیک مرکزی توسعه یافته و به ترتیب زمانی برگزار می‌شوند. از سمت راست شروع کنید و مسیر خود را در جهت عقربه‌های ساعت ایجاد کنید تا احساس کنید که چگونه فرهنگ‌ها در طول زمان تغییر کرده و به نمایشگاه Mexica (Aztec)، پر از مجسمه‌های سنگی بنام، که معروف‌ترین آن Aztec Calendar است، معمولاً به نام «سنگ خورشید» شناخته شده‌است.
در سمت چپ ورودی، سالنهایی است که به دیگر مناطق فرهنگی مکزیک اختصاص داده شده‌است.
اتاق‌های Oaxaca و مایا نیز بسیار چشمگیر هستند.
تعدادی از اتاق‌های تفریحی صحنه‌های باستان‌شناسی: نقاشی‌های دیواری در نمایشگاه Teotihuacan و مقبره در اتاق‌های Oaxaca و Maya. این فرصتی است برای دیدن قطعات در زمینه که در آن یافت شد.
موزه در اطراف یک حیاط بزرگ ساخته شده‌است، که مکان خوبی برای نشستن است.
موزه بزرگ است و مجموعه گسترده‌است، بنابراین مطمئن باشید که زمان کافی برای انجام عدالت را کنار بگذارید.